# Theodor-Fliedner-Schule (Wiesbaden)
Die Theodor-Fliedner-Schule in Wiesbaden-Bierstadt ist ein G9-Gymnasium. Benannt wurde die Schule nach dem evangelischen Pfarrer und Gründer der Kaiserswerther Diakonie Georg Heinrich Theodor Fliedner. Ungefähr 60 Lehrer und Referendare unterrichten etwa 850 Schüler.

## Geschichte
Der Bau der Theodor-Fliedner-Schule begann am 18. Juni 1963. Der Unterricht wurde nach Bauabschluss am 18. Oktober 1965 mit zehn Hauptschulklassen und einer Realschulklasse der Stufe 5 bis 9 aufgenommen. Am 1. August 1970 wurde die Theodor-Fliedner-Schule offiziell zur schulformbezogenen (kooperativen) Gesamtschule erweitert. Die stetig wachsende Schülerzahl machte eine bauliche Erweiterung zwingend erforderlich. Am 8. Februar 1974 wurde der große Neubau-Trakt und im Juni 1977 die Großsporthalle (28,5 m × 45 m) feierlich eingeweiht. Die an das neue Schulgebäude angrenzende Stadtteilbibliothek Bierstadt konnte am 19. September 1975 eröffnet werden. 
In den Jahren 2001–2004 wurde das Hauptgebäude der Theodor-Fliedner-Schule wegen Asbestbelastung generalsaniert. Im Rahmen dieser Sanierung wurden die Naturwissenschaften- und Medienräume völlig neu gestaltet. Für den älteren Backsteinbau wurden neue Fenster- und Bodenbeläge sowie moderne Schulmöbel angeschafft.
Am 24. August 2009 wurde mit Schuljahresbeginn die Theodor-Fliedner-Schule von einer kooperativen Gesamtschule in ein G8-Gymnasium umgewandelt. Seit dem Schuljahr 2012/13 ist die Theodor-Fliedner-Schule eine Ganztagsschule, Profil 2. Im September 2016 wurde die Rückkehr zum neunjährigen gymnasialen Bildungsgang beschlossen.

## Infrastruktur

### Schulgebäude
Die Theodor-Fliedner-Schule besteht aus insgesamt sechs Gebäuden: Hauptbau, Altbau, Werkraum-Bau, Musik- und Kunsträume, Turnhalle (14 m × 27 m) und Großsporthalle. Im Erdgeschoss des Hauptgebäudes befinden sich neben Verwaltungs- und Klassenräumen das Lehrerzimmer, Info-Zentrum, Mensa, Cafeteria, Sanitätsraum sowie zwei Medienräume. Im Obergeschoss des Hauptgebäudes sind die Fachräume für den Biologie-, Chemie- und Physikunterricht sowie weitere Klassenräume untergebracht.
Seit ihrer Inbetriebnahme im März 2010 bietet die Schulmensa Platz für 152 Schüler und bietet entsprechend dem Konzept „Fit & Gesund“ den Schülern eine täglich frische, abwechslungsreiche und regionale Schulverpflegung.

### Außengelände
Der Pausenhof der Theodor-Fliedner-Schule ist in den oberen und den unteren Schulhof eingeteilt. Während sich auf dem oberen Schulhof viele Sitzgelegenheiten befinden, sind auf dem unteren Schulhof zwei Tischtennisplatten, ein Basketballkorb sowie eine Kletterwand zu finden. Auf dem Schulgelände befinden sich mehrere Sportanlagen (Beachvolleyballplatz, Tartan-Laufbahn) sowie ein Parkplatz, der von Lehrern und Eltern genutzt werden kann.

### Verkehrsanbindung
Die Theodor-Fliedner-Schule ist mit den öffentlichen Bussen der ESWE erreichbar. Aus Richtung Wiesbaden-Mitte fahren die Linien 17, 23 und 24 im 5-Minuten-Takt zur Bushaltestelle Bierstadt/Poststraße, von dort ist die Schule zu Fuß erreichbar (600 m). Ab Wiesbaden Hauptbahnhof verkehrt die Linie 37 nach Wiesbaden-Bierstadt. 
Zusätzlich verkehren fünf Schulbusse der ESWE aus den östlichen Vororten Naurod, Auringen, Medenbach, Breckenheim, Igstadt, Kloppenheim, Heßloch, Delkenheim, Nordenstadt und Erbenheim jeweils morgens, mittags sowie nach der fünften und sechsten Unterrichtsstunde.

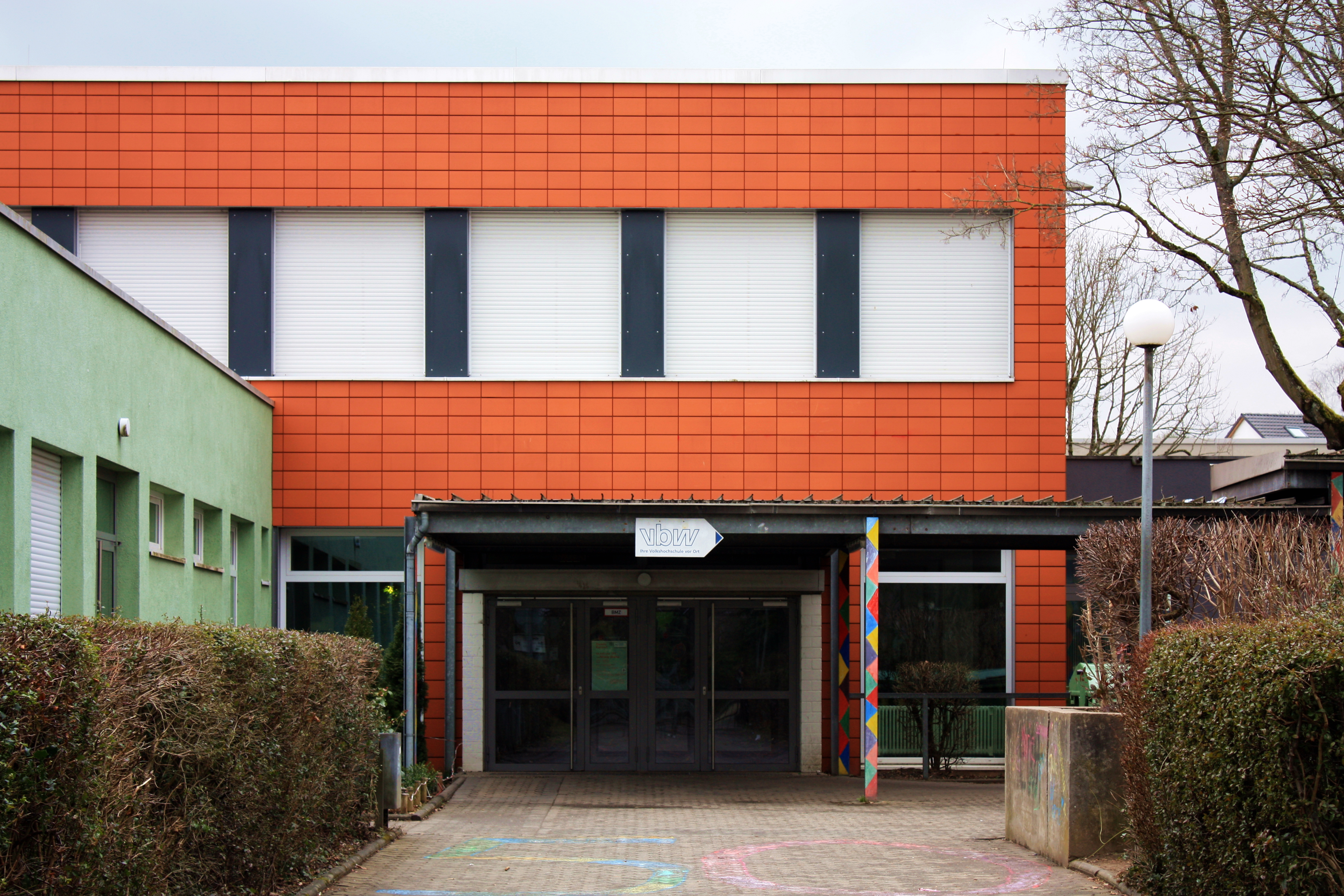
Haupteingang
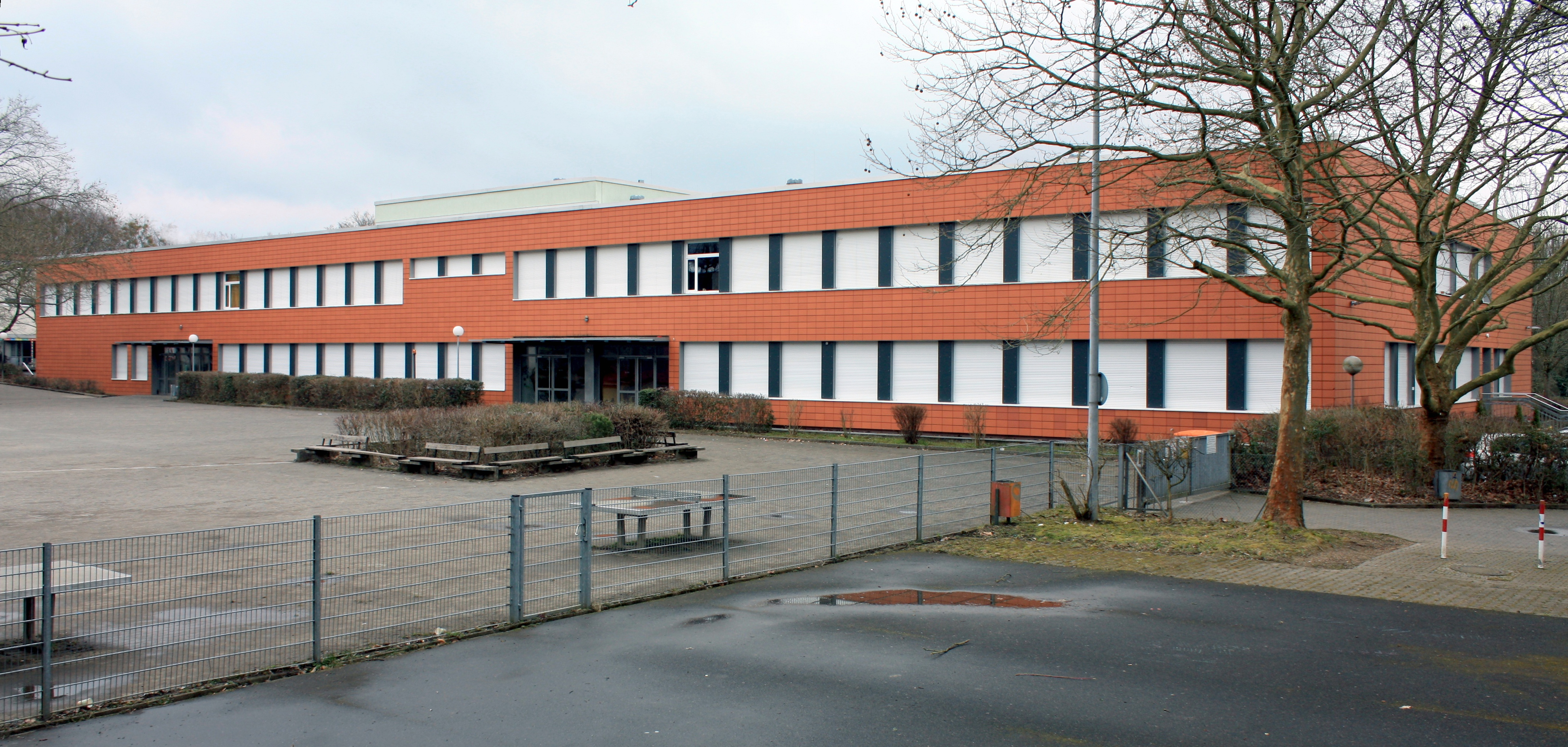
Neues Hauptgebäude von 1974
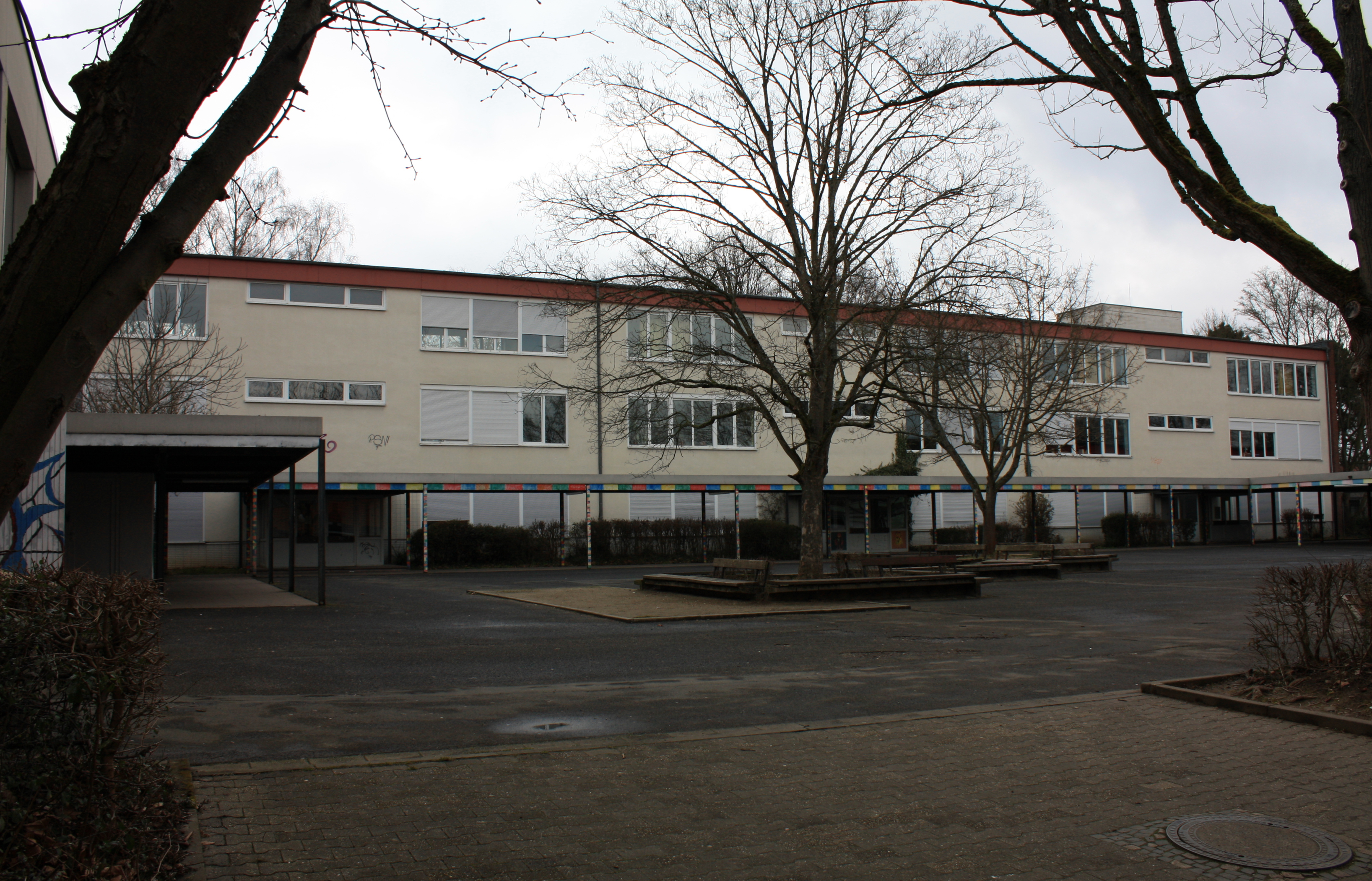
Altes Schulgebäude von 1965
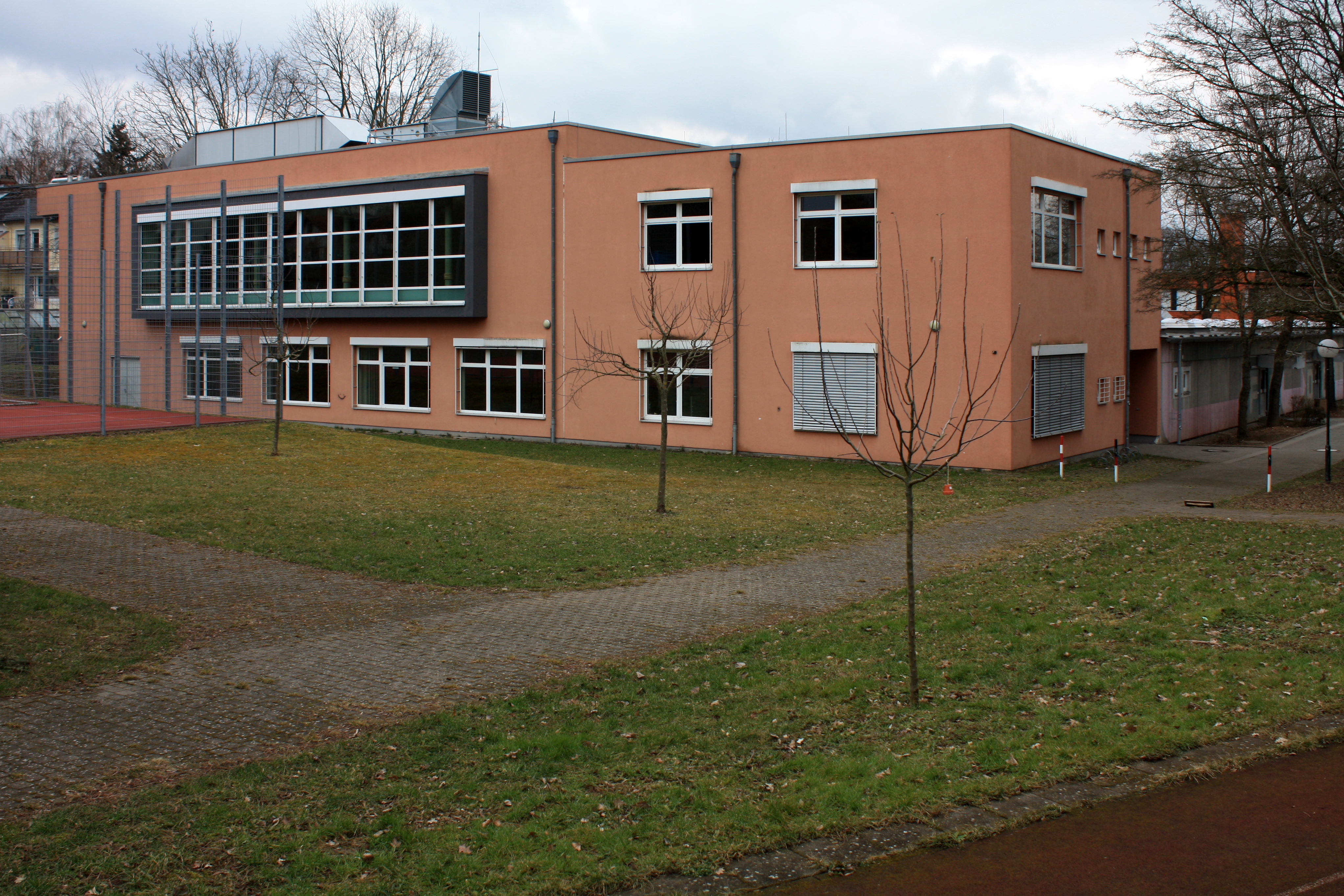
Neue Turnhalle
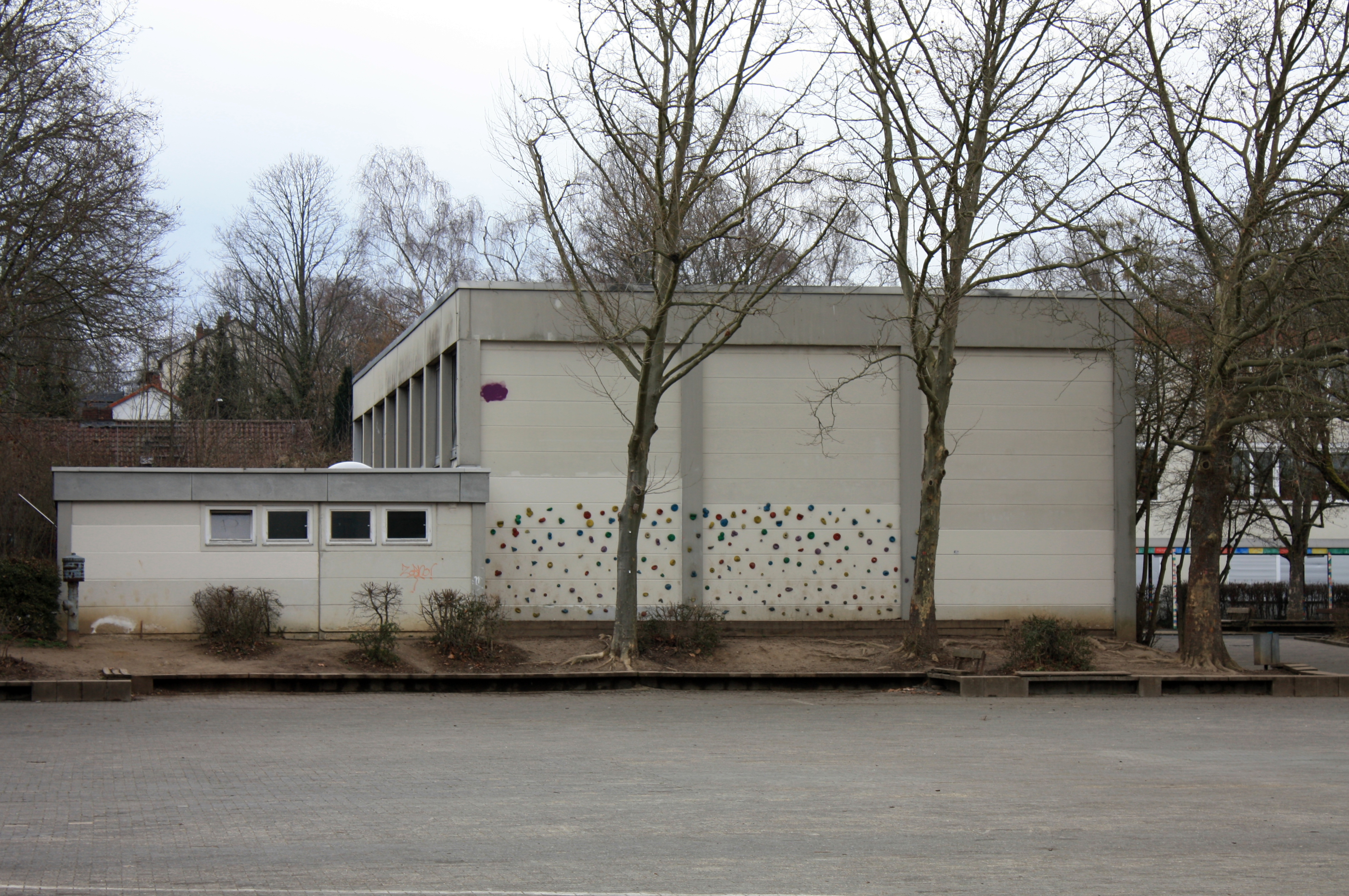
Alte Turnhalle

## Sportliche Erfolge
- Erreichen des Bundesfinales 1985 bei Jugend trainiert für Olympia in der Kategorie Handball Jungen (Altersklassen III).
- Die Wettkampfklasse II der Tischtennisspieler wurde am 15. März 1990 Regionalmeister und nahm am Wettkampf um die Hessenmeisterschaft teil.
- 18. März 1993 die Handball-Wettkampfklasse III erreicht beim Landesentscheid in Bensheim den dritten Platz.

## Bisherige Direktoren
| Direktor              | Beginn der Amtszeit | Ende der Amtszeit |
| --------------------- | ------------------- | ----------------- |
| Karl Schwarz          | 1965                | 31.07.1987        |
| Karin Fischer-Baumann | 01.12.1987          | 31.01.2006        |
| Karin Petersen        | 01.02.2006          | 31.01.2025        |
| Dr. Alexander Begert  | 05.03.2025          | bis heute         |

## Bekannte Schüler
- Detlev Bendel, Stadtrat Wiesbaden, Schulabschluss 16. Juli 1968
- Jan-Olaf Immel (* 1976), deutscher Handballspieler
- Vita Udo Luh, Grafiker, Kinder- und Jugendautor, Schulabschluss 31. Juli 1976

## Austausch
- Frankreich: College „Jules-Ferry“, Terrasson-Lavilledieu.[3][4]
- Belgien: Institut Saint-Roch, Theux.[5]
- Finnland: Björneborg Svenska Samskola, Pori